# George Yardley
George Harry Yardley III (3 listopada 1928 w Hollywood, zm. 13 sierpnia 2004 w Newport Beach) – amerykański koszykarz występujący na pozycjach silnego skrzydłowego lub środkowego, członek Koszykarskiej Galerii Sław im. Jamesa Naismitha.
Studiował na Stanford University w Kalifornii, gdzie był zaliczany dwukrotnie do składów All-American. W 1950 został wybrany w drafcie do NBA z numerem 7 przez Fort Wayne Pistons (od 1957 Detroit Pistons). Yardley musiał jednak odsłużyć dwa lata w United States Navy przez co jego debiut w NBA, nastąpił dopiero w 1953. Podczas służby pozwolono mu jednak na występy w lidze AAU, gdzie przez jeden sezon reprezentował barwy klubu San Francisco Stewart Chevrolets. Jego zespół zdobył mistrzostwo w 1951, a on sam otrzymał tytuł MVP.
W trakcie swojej kariery w NBA poprowadził Detroit Pistons dwukrotnie z rzędu finałów ligi (1955-1956). Dwukrotnie zaliczano go również do składów czołowych zawodników ligi - All-NBA Teams. Był też sześciokrotnie zapraszany do udziału w meczach gwiazd NBA.
Jako pierwszy zawodnik w historii NBA przekroczył liczbę 2000 punktów (dokładnie 2001),  zdobytych w trakcie jednego sezonu (1957/58). Poprawił tym samym rekord George Mikana (1932 punktów). Sezon zakończył z tytułem lidera strzelców NBA oraz miejscem w składzie najlepszych zawodników ligi.
Karierę w NBA zakończył w 1960, jednak po roku przerwy postanowił powrócić do czynnego uprawiania koszykówki. Przed rozpoczęciem sezonu 1961/62 podpisał umowę z klubem Los Angeles Jets, występującym w lidze ABL (American Basketball League). W trakcie 25. rozegranych spotkań Yardley notował średnio 19,2 punktu, 6,9 zbiórki oraz 2,6 asysty. W zespole występował wspólnie z innym członkiem koszykarskiej Galerii Sław, legendą bostońskich Celtów – Billem Sharmanem. Jets zostali rozwiązani 10 stycznia 1962, z powodu problemów finansowych klubu. Cała liga została natomiast rozwiązana po zaledwie dwóch latach istnienia w 1963.
W 1996 roku Yardley został uhonorowany miejscem w Basketball Hall of Fame. Zmarł w 2004 roku z powodu stwardnienia zanikowego bocznego, zwanego w Stanach Zjednoczonych potocznie chorobą Lou Gehriga.

## Osiągnięcia

### College
- Wybrany do:
  - składów All-American
  - Akademickiej Galerii Sław Koszykówki (2006)[8]

### AAU
- Mistrz AAU (1951)
- MVP AAU (1951)

### NBA
- 2-krotny finalista NBA (1955-56)[1]
- Uczestnik meczu gwiazd:
  - NBA (1955–1960)[2]
  - Legend NBA (1985)[9]
- Wybrany do:
  - I składu NBA (1958)[5]
  - II składu NBA (1957)[5]
  - Koszykarskiej Galerii Sław (Naismith Memorial Basketball Hall Of Fame - 1996)[2]
- Lider strzelców NBA (1958)[10]